# Cisticole à couronne rousse
Cisticola fulvicapilla
Espèce
Statut de conservation UICN

 LC  : Préoccupation mineure
La Cisticole à couronne rousse (Cisticola fulvicapilla) est une espèce de passereaux de la famille des Cisticolidae.

## Répartition et sous-espèces
Selon la classification de référence du Congrès ornithologique international (15.1, 2025) elle se répartit en neuf sous-espèces (ordre phylogénique) :
- C. f. dispar de Sousa, 1887 — du sud-est du Gabon à l'Angola et nord-ouest de la Zambie ;
- C. f. muelleri Alexander, 1899 — de la Zambie au Mozambique et nord-est du Zimbabwe ;
- C. f. hallae Benson, 1955 — du sud de l'Angola et nord-est de la Namibie à l'ouest du Zimbabwe ;
- C. f. dexter Clancey, 1971 — sud-est du Botswana, Zimbabwe et Transvaal ;
- C. f. ruficapilla (Smith, 1842) — centre de l'Afrique du Sud ;
- C. f. lebombo (Roberts, 1936) — sud du Mozambique et littoral nord-est de l'Afrique du Sud ;
- C. f. fulvicapilla (Vieillot, 1817) — est de l'Afrique du Sud ;
- C. f. dumicola Clancey, 1983 — littoral est sud-africain ;
- C. f. silberbauer (Roberts, 1919) — sud-ouest de l'Afrique du Sud.